# Gigliola Gonzaga
Gigliola Gonzaga, även kallad Egidiola Gonzaga, född 1325, död 1377, var dam av Milano genom sitt äktenskap med Matteo II Visconti, herre av Milano, mellan 1349 och 1355. 